# Gunung Sari (Citeureup)
Gunung Sari is een bestuurslaag in het regentschap Bogor van de provincie West-Java, Indonesië. Gunung Sari telt 13.860 inwoners (volkstelling 2010).